# Sarcophaga slameckovae
Sarcophaga slameckovae är en tvåvingeart som beskrevs av Andy Z. Lehrer 1976. Sarcophaga slameckovae ingår i släktet Sarcophaga och familjen köttflugor.
Artens utbredningsområde är Spanien. Inga underarter finns listade i Catalogue of Life.